# Carmen Amoraga
Carmen Amoraga Toledo (Picaña, Valencia, 7 de septiembre de 1969) es una periodista, política y escritora española.

## Biografía
Nacida el 7 de septiembre de 1969 en Picaña, provincia de Valencia, se licenció en ciencias de la información por la Universidad CEU Cardenal Herrera y ha trabajado como columnista en el diario Levante-El Mercantil Valenciano. También ha participado en tertulias en Canal 9, Radio 9 y Punto Radio. Hasta junio de 2015 trabajó como asesora de relaciones con los medios de comunicación en la Universidad de Valencia. Como periodista continúa publicando artículos para diferentes medios como la Cartelera Turia.

## Obra literaria
Su primera novela Para que nada se pierda fue galardonada con el II Premio de Novela Ateneo Joven de Sevilla. Tras esta obra, publicó La larga noche premio de la Crítica Valenciana y también Todas las caricias. Con su obra Algo tan parecido al amor fue finalista del Premio Nadal de 2007 y con El tiempo mientras tanto fue finalista del Premio Planeta en 2010. En 2014 ganó el Premio Nadal por su novela La vida era eso.

## Publicaciones
- 1997: Para que nada se pierda
- 2000: Todas las caricias
- 2003: La larga noche
- 2006: Palabras más, palabras menos
- 2007: Algo tan parecido al amor
- 2007: Como un ancla (Cuento) en: Las vidas de Eva.
- 2008: Lo que son las cosas (Cuento) en: Historias que dejan huella.
- 2008: (Como si mi vida fuera) La letra de un tango (Cuento) en: Don Juan.
- 2009: Todo lo que no te contarán sobre la maternidad (ensayo).
- 2010: El tiempo mientras tanto
- 2012: El rayo dormido
- 2013: La vida era eso
- 2016: Enamorar(se)
- 2017: Basta con vivir
- 2023: "El corazón imprudente"
- 2024: "La memoria infiel" (septiembre)

## Trayectoria política
Miembro del PSPV (Partido Socialista del País Valenciano), donde ejerció la responsabilidad de Secretaria de Cultura en la ejecutiva del PSPV de la provincia de Valencia. Fue diputada por Valencia en la IX Legislatura de les Corts Valencianes, tras ocho años como concejal de cultura en el ayuntamiento de Picaña. Entre 2015 y 2023 fue directora general de Cultura y Patrimonio de la Generalitat Valenciana.

## Premios y reconocimientos
- 1997: Ganadora del II Premio Ateneo Joven de Sevilla de Novela 1997 por la novela Para que nada se pierda.
- 2003: Ganadora del Premio de la Crítica Literaria Valenciana 2003 por la novela La larga noche.
- 2007: Finalista del Premio Nadal 2007 por la novela Algo tan parecido al amor.
- 2010: Finalista del LIX Premio Planeta 2010 por la novela El tiempo mientras tanto.
- 2011: Pregonera de las Fiestas en honor a la Virgen de la Loma en Campillo de Altobuey
- 2014: Ganadora del LXX Premio Nadal 2014 por la novela La vida era eso.